# Star-crossed lovers and other strangers
Star-crossed lovers and other strangers es el 16.º episodio de la serie de televisión norteamericana Gilmore Girls.

## Resumen del episodio
Dean hace grandes planes para el aniversario de tres meses con Rory, y Lorelai consigue que Emily la excuse de la cena del viernes ya que ese día Rory celebrará con Dean su aniversario. Entre tanto, todo el mundo en el pueblo está muy enamorado, y parece ser que Lorelai es la única que está sola, pues también Sookie, Michel y hasta Luke están bien acompañados, ya que Rachel, la exnovia de Luke, ha vuelto a Stars Hollow y pronto se da cuenta de que existe cierta atracción entre Lorelai y Luke. Y como si fuera poco, en la cena del viernes, Emily le tiene una cita a Lorelai: un muchacho hijo de una amiga de Emily, que se pone a hablar y deja muy aburridos a Richard y a Lorelai. Esta escapa por el balcón de su habitación luego de disculparse con su padre por los sucesos de la semana anterior. Mientras que Dean y Rory tienen una maravillosa cena en un elegante restaurante, y luego él le muestra que está construyéndole un auto con sus propias manos. Momentos después, en el auto, Dean le dice que él la ama, pero Rory se siente un poco confundida y asustada y no le da la respuesta que él esperaba. Cuando Lorelai llega a casa y se dispone a llamar a Max, aparece Rory para decirle que ha terminado con Dean.